# Celuloid

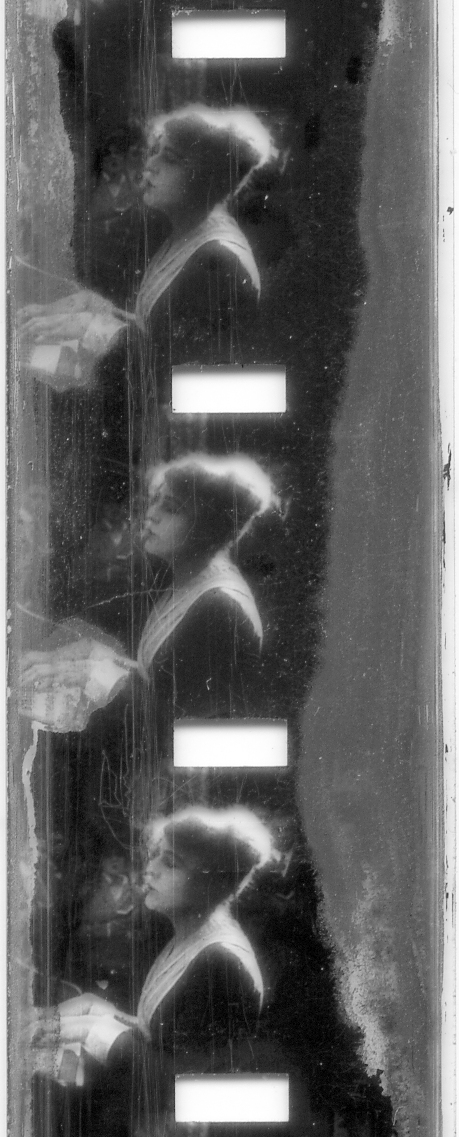
Zestárlý 9,5mm celuloidový film

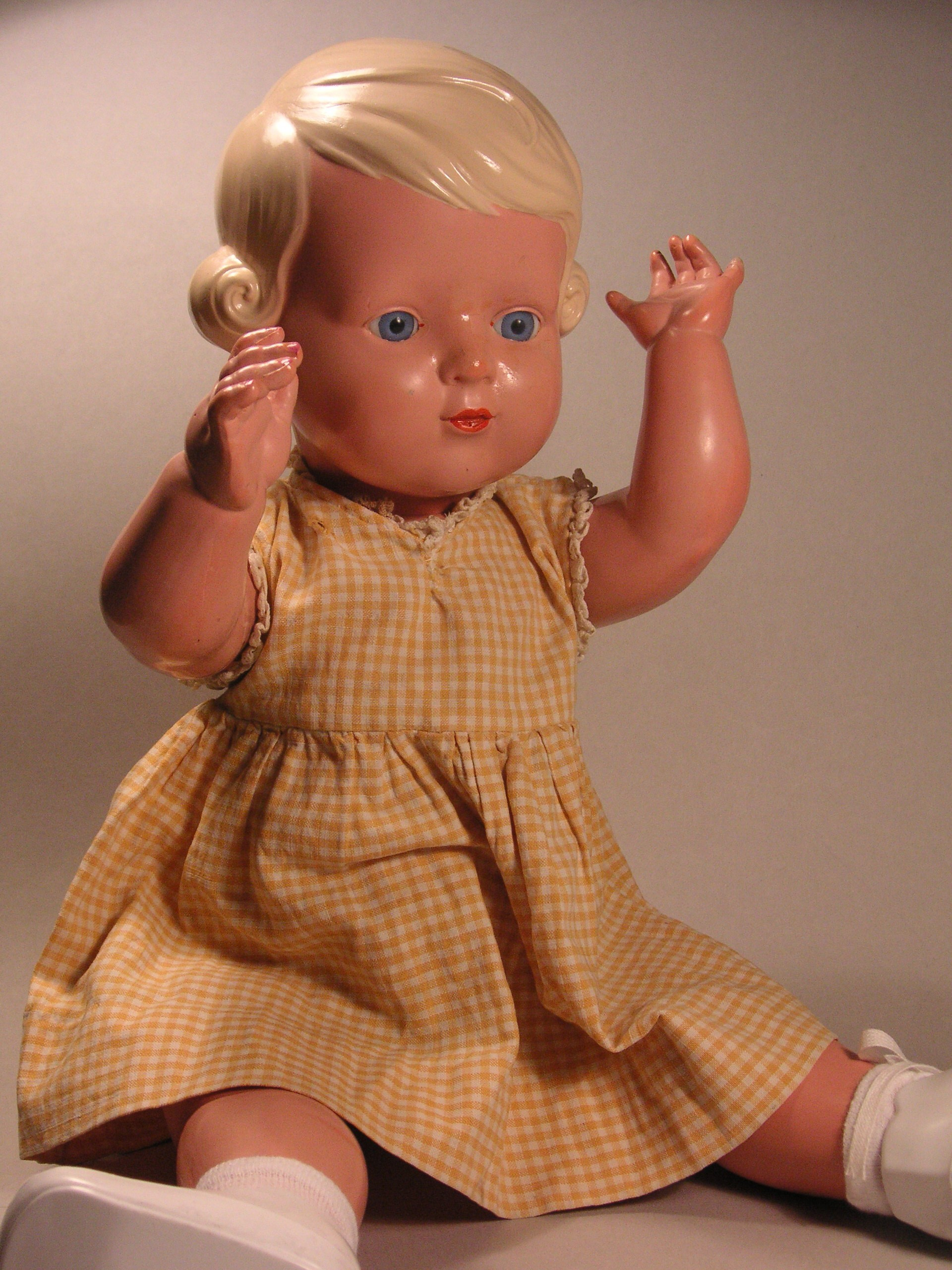
Panenka „Inge“ z celuloidu, 1950

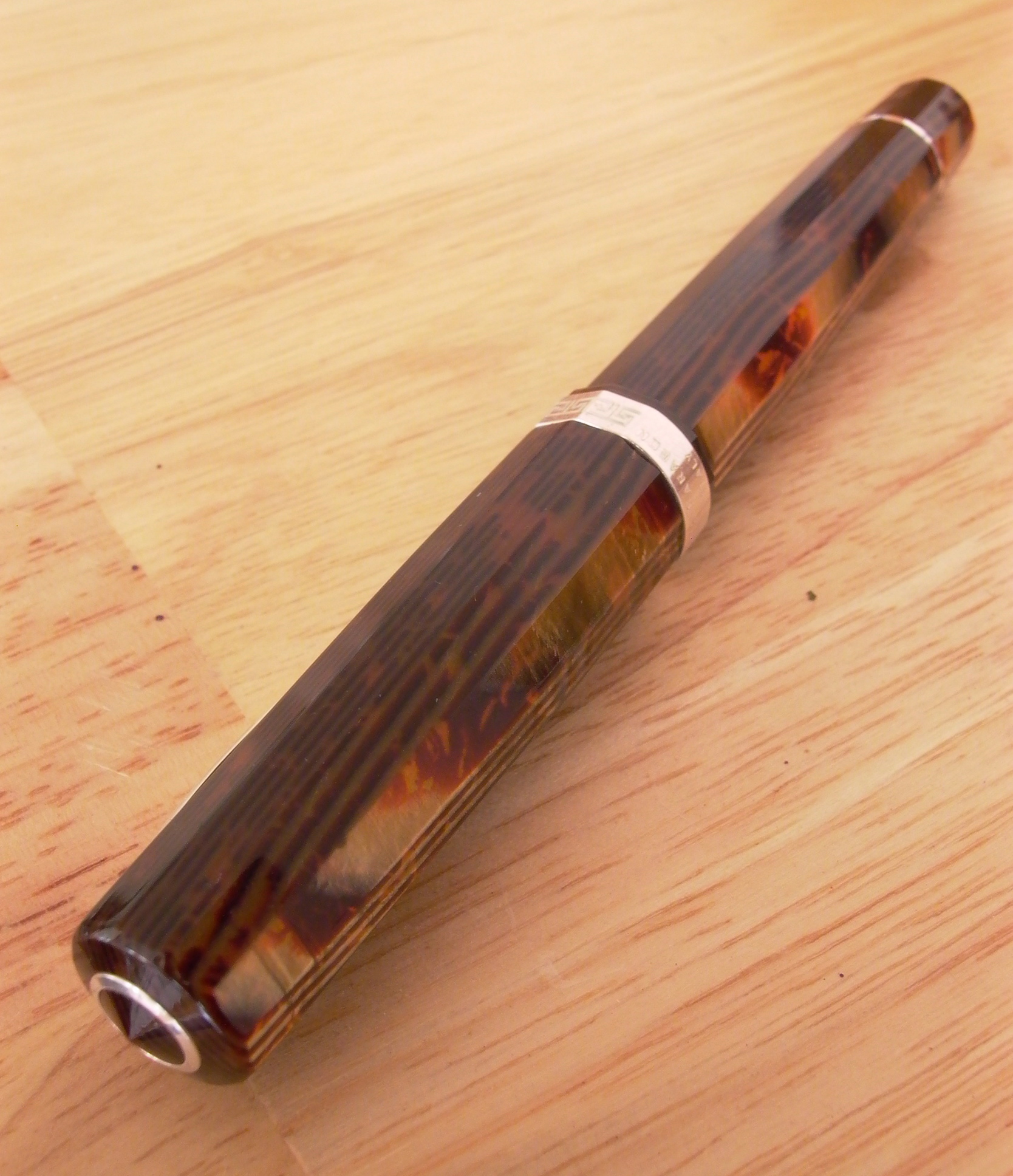
Pero z celuloidu a stříbra

Jako celuloid se označuje skupina termoplastů připravených reakcí nitrocelulózy s kafrem. Celuloid je považován za první termoplast. Poprvé byl připraven roku 1856. Pro svou tavitelnost a tvárnost se nejprve používal na výrobu různých okrasných předmětů a především jako laciná náhrada slonoviny, želvoviny, ebenového dřeva a perleti. Používá se při výrobě klasických fotografických filmů. Dalšími výrobky jsou míčky na stolní tenis a trsátka pro hru na strunné nástroje.

## Nevýhody
Celuloid je vysoce hořlavý a časem křehne, proto se už nevyužívá v tak velkém množství jako v minulosti. Zvětrávání celuloidu je problém při archivaci historických fotografických filmů.

## Historie a vývoj

### Alexander Parkes
Poprvé celuloid připravil roku 1856 Alexander Parkes v anglickém městě Birminghamu, ale nenašel pro svůj objev komerčně úspěšné využití. Celuloid získal jako tuhý zbytek po odpaření rozpouštědla z fotografického kolodia, produkt popsal jako „tvrdou, elastickou a vodě odolnou látku“. Parkes patentoval celuloid jako vodě odolný materiál pro tkané textilie roku 1856 pod názvem Parkesin.
Později, roku 1862 předvedl parkesin na International Exhibiton of 1862 v Londýně. Exponát – „látka tvrdá jako rohovina, ale ohebná jako kůže, která mohla být odlévána nebo lisována, barvena a řezána…“ – zaujal odborníky i veřejnost a Parkes byl odměněn bronzovou medailí.
Parkesin se připravoval odpařením roztoku nitrocelulózy. Koncentrovaný roztok nitrocelulózy se přiváděl do zařízení, kde se velká část rozpouštědla při zvýšené teplotě a tlaku odpařila, teprve pak se přidala barviva a vznikla pevná hmota, tvárná za tepla. Parkes roku 1866 založil společnost na výrobu a prodej parkesinu Parkes Xylonite Company, ale firma neuspěla a roku 1868 zanikla.

### Daniel Spill
Rok po neúspěchu Parkese založil Angličan Daniel Spill společnost Xylonite, která vyráběla a prodávala produkt podobný parkesinu. Spill neuspěl a roku 1874 vyhlásil bankrot. Později založil firmu Daniel Spill a pokračoval ve výrobě. V letech 1877–1884 se neúspěšně přel s bratry Hyattovými o patent na celuloid.

### John a Isaiah Hyattovi
V 60. letech 19. století experimentoval Američan John Wesley Hyatt s nitrocelulózou. Reagoval na výzvu amerického výrobce kulečníkových koulí, který vypsal odměnu deset tisíc dolarů pro toho, kdo navrhne rovnocennou náhradu za drahou a nedostatkovou slonovinu, ze které se kulečníkové koule vyráběly. Podařilo se mu to po několikaletém experimentování, přičemž jako materiál použil plátno, slonovinový prach, šelak a především kolódium. V roce 1870 si John Wesley Hyatt a jeho bratr Isaiah Hyatt nechali patentovat materiál a technologii výroby materiálu podobajícího se slonovině. Základem byla nitrocelulóza s přídavkem kafru. Na rozdíl od konkurentů (Parkes a Spill) však zjistili přesné množství kafru k plastifikaci nitrocelulózy. Název celuloid (resp. angl. Celluloid) vznikl roku 1870 – po dlouhých sporech se Spillem – jako obchodní známka společnosti Celluloid Manufacturing Company.

### Eastman Company
Koncem 80. let 19. století se různé druhy celuloidu začaly používat k výrobě fotografických filmů. Patent na film z celuloidu získali Hannibal Goodwin (1887) a Eastman Company (1888). Goodwin a investoři, kteří patenty prodali nejdříve, vedli spor o patent se společností Eastman Kodak.

## Použití
S rozvojem celuloidových filmů byl položen základ fotografickému průmyslu – začala výroba kinofilmů (24 × 36 mm) a svitkových filmů. Rychle po nástupu celuloidových filmů zanikla jejich jediná konkurence, nákladné fotografické desky. Záhy se ukázala jedna z nevýhod celuloidu, velká hořlavost. Jako materiál k výrobě filmu začal být ve 40. letech 20. století nahrazován jinými, méně hořlavými plasty.
Jako termoplasty našly celuloidy široké využití v 19. století a v první polovině 20. století. Vyráběly se z nich například hřebeny, rámečky brýlí, rukojeti nožů, psací pera, pravítka aj.
Počátkem druhé poloviny 20. století nahradily celuloid postupně různé acetáty celulózy a polyester.

## Vlastnosti
Relativní permitivita εr celuloidu je 3,5 až 6,2.

## Složení
Typický celuloid obsahuje přibližně 70–80 dílů nitrocelulózy (s 11% obsahem dusíku), 30 dílů kafru, 0 až 14 dílů barviva, 1 až 5 dílů etanolu a malé množství různých stabilizátorů a přísad, které činí celuloid trvanlivějším a méně hořlavým.